# Уманский ликёро-водочный завод
Уманский ликёро-водочный завод — предприятие пищевой промышленности в городе Умань Черкасской области Украины.

## История
Винокуренный завод в городе Умань Уманского уезда Киевской губернии Российской империи был построен и начал работу в 1896 году. В 1902 году он был одним из крупнейших предприятий города.
После начала первой мировой войны, в июле 1914 года по указу Николая II был введён запрет на изготовление и продажу спиртных напитков, и положение предприятия осложнилось.

### 1918—1991
15 февраля 1918 года в Умани была установлена Советская власть, однако уже 6 марта 1918 город оккупировали австро-немецкие войска (которые оставались здесь до 10 декабря 1918 года), в дальнейшем город оказался в зоне боевых действий гражданской войны. Предприятие пострадало, но затем было восстановлено.
В ходе Великой Отечественной войны 21 июля 1941 года начались бои на подступах к городу, а с 1 августа 1941 года до 10 марта 1944 года город был оккупирован немецкими войсками, но после освобождения предприятие было восстановлено и возобновило работу как Уманский спирто-водочный завод.
В годы семилетки (1959—1965 гг.) завод был оснащён конвейерными системами, что увеличило его производственную мощность.
В целом, в советское время завод входил в число ведущих предприятий города.

### После 1991
После провозглашения независимости Украины завод перешёл в ведение государственного комитета пищевой промышленности Украины.
В марте 1995 года Верховная Рада Украины внесла завод в перечень предприятий, приватизация которых запрещена в связи с их общегосударственным значением.
После создания в июне 1996 года государственного концерна спиртовой и ликёро-водочной промышленности «Укрспирт», завод был передан в ведение концерна «Укрспирт».
В мае 2002 года хозяйственный суд Черкасской области возбудил дело о банкротстве завода, но в дальнейшем положение предприятия стабилизировалось.
Начавшийся в 2008 году экономический кризис осложнил положение в отрасли, к началу декабря 2009 года 32 предприятия ликеро-водочной промышленности либо полностью остановили работу, либо работали не более чем на 20 % мощности.
14 декабря 2010 года хозяйственный суд Черкасской области вновь возбудил дело о банкротстве завода, на имущество прекратившего производственную деятельность предприятия был наложен арест. В связи с желанием кредиторов урегулировать разногласия на основании мирового соглашения, рассмотрение дела было отложено до 8 декабря 2014 года.
В сентябре 2018 года, после более чем восьми лет простоя завод возобновил производственную деятельность.

## Деятельность
Предприятие производило различные виды водки, ликёры, настойки и вермут.